# Desoto Lakes
Desoto Lakes és una concentració de població designada pel cens dels Estats Units a l'estat de Florida. Segons el cens del 2000 tenia 3.198 habitants.

## Demografia
Segons el cens del 2000, Desoto Lakes tenia 3.198 habitants, 1.290 habitatges, i 939 famílies. La densitat de població era de 980 habitants per km².
Dels 1.290 habitatges en un 27,5% hi vivien nens de menys de 18 anys, en un 61,5% hi vivien parelles casades, en un 8% dones solteres, i en un 27,2% no eren unitats familiars. En el 19,2% dels habitatges hi vivien persones soles el 7,4% de les quals corresponia a persones de 65 anys o més que vivien soles. El nombre mitjà de persones vivint en cada habitatge era de 2,48 i el nombre mitjà de persones que vivien en cada família era de 2,83.
Per edats la població es repartia de la següent manera: un 20,5% tenia menys de 18 anys, un 4,7% entre 18 i 24, un 28,3% entre 25 i 44, un 29,5% de 45 a 60 i un 16,9% 65 anys o més.
L'edat mediana era de 43 anys. Per cada 100 dones de 18 o més anys hi havia 91,3 homes.
La renda mediana per habitatge era de 52.719 $ i la renda mediana per família de 54.425 $. Els homes tenien una renda mediana de 35.368 $ mentre que les dones 26.920 $. La renda per capita de la població era de 28.616 $. Entorn del 2,1% de les famílies i el 3,8% de la població estaven per davall del llindar de pobresa.

## Poblacions més properes
El següent diagrama mostra les poblacions més properes.